# Давид Бек (фільм, 1944)
«Давид Бек» (рос. «Давид Бек», вірм. «Դավիթ Բեկ») — вірменський радянський художній фільм 1944 року кінорежисера Амо Бек-Назаряна.

## Сюжет
Про героїчну боротьбу вірменських патріотів на чолі з видатним полководцем XVIII століття Давида Бека за звільнення Батьківщини від перських завойовників.

## Актори
- Грачья Нарсесян — Давид Бек
- Авет Восканян — Melik Frangyul
- Тагуі Акопян — Nany
- Арус Асрян — Zeynab
- Григорій Аветян — Літописець
- Левон Зорабян — Bayandur
- Мурад Костанян — Рашид-Мірза
- Давид Малян — Шаумян
- Тигран Айвазян — Тигран
- Вахінак Маргуні — Асламаз Кулі Хан
- Фрунзе Довлатян — Мелік Мансур
- Тетяна Махмурян — Гаяне
- Л. Шахпаронян — Гор
- Володимир Єршов — Петро Великий
- Євген Самойлов — Касьянов
- Лев Свердлін — посол Російської імперії
- Іван Перестіані — нунцій Римського Папи
- Арман Котікян — Ахмед
- Х. Степанян — Торос
- Давид Погосян — поет